# Антоновское городище

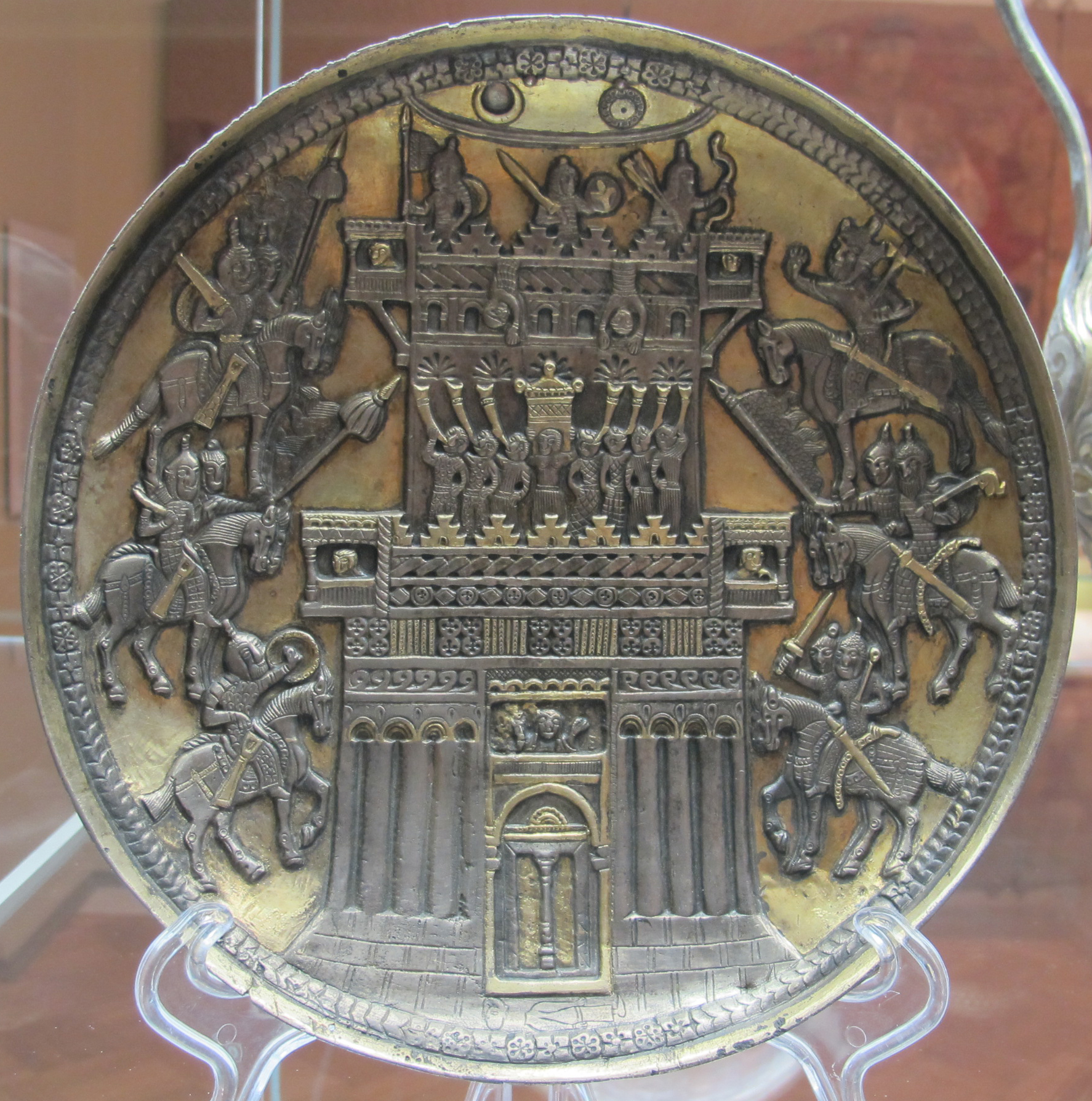
Аниковское блюдо с изображением осады Иерихона. Вероятно, оно было сделано для согдийской несторианской общины, располагавшейся в Семиречье.

Антоновское городище — средневековое городище на территории Алматинской области, к востоку от аула Койлык (быв. Антоновка), на берегу реки Ащы-булак. Исследовано в 1964 году Семиреченской, а в 1997 году — Туркестанской археологической экспедицией (руководитель К. М. Байпаков). Город был окружен стеной высотой 3,5—4,5 м. Длина северо-восточной стороны 1200 м, юго-западной — 750 м. Сохранились остатки круглых башен, расположенных на расстоянии 30—40 м друг от друга, некоторые из них имеют высоту 6—8 м. Обнаруженные во время раскопок глиняная посуда, стекло, пояса, подпруги относятся к VIII—XIV вв. н. э. По мнению учёных, Антоновское городище — место расположения древнего города Каялык — столицы Карлукского государства в XII—XIII вв. н. э.